# Longford River
Der Longford River ist ein Wasserlauf in Greater London. Er wurde 1638/1639 auf Veranlassung von Charles I. von Nicholas Lane angelegt, um Wasser für den Hampton Court Palace und den angrenzenden Bushy Park bereitzustellen. Der Longford River zweigt an der nordwestlichen Ecke des Flughafens Heathrow vom River Colne ab. Er fließt im Westen und Süden des Flughafens parallel zum Duke of Northumberland’s River und wendet sich dann östlich des Terminal 4 des Flughafens nach Südosten und verläuft durch Feltham. Der Longford River wird an verschiedenen Stellen vom Bushy Park und dem Hampton Court Park aus in die Themse weitergeleitet.